# Louvetot
Louvetot és un municipi francès situat al departament del Sena Marítim i a la regió de Normandia. L'any 2007 tenia 692 habitants.

## Demografia

### Població
El 2007 la població de fet de Louvetot era de 692 persones. Hi havia 232 famílies de les quals 28 eren unipersonals (12 homes vivint sols i 16 dones vivint soles), 80 parelles sense fills, 120 parelles amb fills i 4 famílies monoparentals amb fills.
La població ha evolucionat segons el següent gràfic:
Habitants censats

### Habitatges
El 2007 hi havia 254 habitatges, 230 eren l'habitatge principal de la família, 9 eren segones residències i 15 estaven desocupats. 247 eren cases i 7 eren apartaments. Dels 230 habitatges principals, 200 estaven ocupats pels seus propietaris, 28 estaven llogats i ocupats pels llogaters i 2 estaven cedits a títol gratuït; 6 tenien una cambra, 10 en tenien dues, 26 en tenien tres, 61 en tenien quatre i 127 en tenien cinc o més. 191 habitatges disposaven pel capbaix d'una plaça de pàrquing. A 90 habitatges hi havia un automòbil i a 132 n'hi havia dos o més.

### Piràmide de població
La piràmide de població per edats i sexe el 2009 era:
| Homes | Edats   | Dones |
| ----- | ------- | ----- |
| 0     | 95 o +  | 0     |
| 0     | 90 a 94 | 0     |
| 0     | 85 a 89 | 0     |
| 8     | 80 a 84 | 4     |
| 4     | 75 a 79 | 20    |
| 12    | 70 a 74 | 8     |
| 4     | 65 a 69 | 8     |
| 8     | 60 a 64 | 12    |
| 20    | 55 a 59 | 4     |
| 12    | 50 a 54 | 20    |
| 36    | 45 a 49 | 28    |
| 16    | 40 a 44 | 20    |
| 24    | 35 a 39 | 16    |
| 32    | 30 a 34 | 36    |
| 8     | 25 a 29 | 8     |
| 12    | 20 a 24 | 32    |
| 28    | 15 a 19 | 8     |
| 36    | 10 a 14 | 20    |
| 36    | 5 a 9   | 8     |
| 12    | 0 a 4   | 12    |

## Economia
El 2007 la població en edat de treballar era de 452 persones, 338 eren actives i 114 eren inactives. De les 338 persones actives 322 estaven ocupades (179 homes i 143 dones) i 16 estaven aturades (7 homes i 9 dones). De les 114 persones inactives 30 estaven jubilades, 47 estaven estudiant i 37 estaven classificades com a «altres inactius».

### Ingressos
El 2009 a Louvetot hi havia 234 unitats fiscals que integraven 676 persones, la mediana anual d'ingressos fiscals per persona era de 18.711 €.

### Activitats econòmiques
Dels 14 establiments que hi havia el 2007, 1 era d'una empresa alimentària, 8 d'empreses de construcció, 1 d'una empresa de comerç i reparació d'automòbils, 1 d'una empresa d'hostatgeria i restauració i 3 d'empreses de serveis.
Dels 5 establiments de servei als particulars que hi havia el 2009, 2 eren paletes i 3 lampisteries.
L'únic establiment comercial que hi havia el 2009 era una fleca.
L'any 2000 a Louvetot hi havia 16 explotacions agrícoles que ocupaven un total de 413 hectàrees.

## Equipaments sanitaris i escolars
El 2009 hi havia una escola elemental.

## Poblacions més properes
El següent diagrama mostra les poblacions més properes.